# Edwin Coratti
Edwin Coratti (* 19. Juni 1991 in Schlanders) ist ein italienischer Snowboarder. Er startet in den Paralleldisziplinen.

## Werdegang
Coratti debütierte im Weltcup im März 2009 in Chiesa in Valmalenco und belegte dabei den 39. Platz im Parallel-Riesenslalom. Bei den Snowboard-Juniorenweltmeisterschaften 2010 im Snow Park gewann er Gold im Parallel-Riesenslalom und Silber im Parallelslalom. Im folgenden Jahr holte er bei den Snowboard-Juniorenweltmeisterschaften 2011 in Chiesa in Valmalenco die Bronzemedaille im Parallel-Riesenslalom. Bei den Snowboard-Weltmeisterschaften 2013 in Stoneham belegte er den 25. Platz im Parallel-Riesenslalom. Zu Beginn der Saison 2013/14 erreichte er mit dem zehnten Platz in Carezza seine erste Top-Zehn-Platzierung im Weltcup. Im April 2014 wurde er italienischer Meister im Parallel-Riesenslalom und im Parallelslalom. Bei den Snowboard-Weltmeisterschaften 2015 am Kreischberg kam er auf den neunten Platz im Parallel-Riesenslalom. In der Saison 2015/16 kam er bei sieben Weltcupteilnahmen, viermal unter die ersten Zehn. Dabei holte er im März 2016 im Parallelslalom in Winterberg seinen ersten Weltcupsieg und erreichte zum Saisonende den neunten Platz im Parallelweltcup und den vierten Rang im Parallelslalomweltcup. In der Saison 2017/18 errang er mit vier zweiten Plätzen und einen dritten Platz, den fünften Platz im Parallelslalom-Weltcup, den dritten Rang im Parallel-Weltcup und den zweiten Platz im Parallel-Riesenslalom-Weltcup. Beim Saisonhöhepunkt, den Olympischen Winterspielen 2018 in Pyeongchang wurde er Achter im Parallel-Riesenslalom. In der Saison 2018/19 holte er im Parallel-Riesenslalom in Rogla seinen zweiten Weltcupsieg und errang mit weiteren Top-Zehn-Ergebnissen den 12. Platz im Parallelweltcup und den fünften Rang im Parallel-Riesenslalom-Weltcup. Bei den Snowboard-Weltmeisterschaften 2019 in Park City wurde er Siebter im Parallel-Riesenslalom.
In der Saison 2019/20 holte Coratti in Rogla seinen dritten Weltcupsieg. Zudem errang in Blue Mountain den dritten Platz im Parallel-Riesenslalom und damit den 12. Platz im Parallelslalom-Weltcup, den achten Platz im Parallel-Weltcup und den sechsten Platz im Parallel-Riesenslalom-Weltcup. In der folgenden Saison errang er den siebten Platz im Parallel-Weltcup und bei den Snowboard-Weltmeisterschaften 2021 in Rogla den 32. Platz im Parallelslalom und den 12. Platz im Parallel-Riesenslalom. Nachdem Plätzen 13 und 11 zu Beginn der Saison 2021/22 in Bannoye, wurde er in Carezza Dritter und in Piancavallo im Parallelslalom sowie im Teamwettbewerb jeweils Zweiter. Beim Saisonhöhepunkt, den Olympischen Winterspielen 2022 in Peking, errang er den 17. Platz im Parallel-Riesenslalom. Zum Saisonende siegte er in Rogla sowie in Berchtesgaden und wurde damit Dritter im Parallel-Weltcup. Im April 2022 wurde er im Parallelslalom sowie im Parallel-Riesenslalom italienischer Meister.
Coretti nahm bisher an 87 Weltcups teil und kam dabei 30-mal unter die ersten Zehn. Seit 2007 startet er ebenfalls im Europacup. Dabei holte er bisher 18 Podestplatzierungen, darunter zwei Siege. In der Saison 2010/11 wurde er Dritter und in der Saison 2013/14 Erster in der Parallelwertung. (Stand: Saisonende 2021/22)

## Teilnahmen an Weltmeisterschaften und Olympischen Winterspielen

### Olympische Winterspiele
- 2018 Pyeongchang: 8. Platz Parallel-Riesenslalom
- 2022 Peking: 17. Platz Parallel-Riesenslalom

### Snowboard-Weltmeisterschaften
- 2013 Stoneham: 25. Platz Parallel-Riesenslalom
- 2015 Kreischberg: 9. Platz Parallel-Riesenslalom
- 2019 Park City: 7. Platz Parallel-Riesenslalom
- 2021 Rogla: 12. Platz Parallel-Riesenslalom, 32. Platz Parallelslalom
- 2023 Bakuriani: 16. Platz Parallelslalom
- 2025 Engadin: 16. Platz Parallel-Riesenslalom

## Platzierungen im Weltcup

### Weltcupsiege
| Nr. | Datum             | Ort           | Disziplin             |
| --- | ----------------- | ------------- | --------------------- |
| 1.  | 6. März 2016      | Winterberg    | Parallelslalom        |
| 2.  | 19. Januar 2019   | Rogla         | Parallel-Riesenslalom |
| 3.  | 18. Januar 2020   | Rogla         | Parallel-Riesenslalom |
| 4.  | 16. März 2022     | Rogla         | Parallel-Riesenslalom |
| 5.  | 19. März 2022     | Berchtesgaden | Parallelslalom        |
| 6.  | 30. November 2024 | Mylin         | Parallel-Riesenslalom |

### Weltcup-Gesamtplatzierungen
| Saison  | Parallel | Parallel | Parallel-Riesenslalom | Parallel-Riesenslalom | Parallelslalom | Parallelslalom |
| Saison  | Punkte   | Platz    | Punkte                | Platz                 | Punkte         | Platz          |
| ------- | -------- | -------- | --------------------- | --------------------- | -------------- | -------------- |
| 2010/11 | 45       | 59.      | –                     | –                     | –              | –              |
| 2011/12 | 164      | 45.      | –                     | –                     | –              | –              |
| 2012/13 | 222      | 40.      | 146                   | 35.                   | 76             | 38.            |
| 2013/14 | 404      | 33.      | 380                   | 23.                   | 24             | 58.            |
| 2014/15 | 1346     | 22.      | 510                   | 22.                   | 836            | 17.            |
| 2015/16 | 2236     | 9.       | 388                   | 19.                   | 1848           | 4.             |
| 2016/17 | 90       | 57.      | –                     | –                     | 90             | 39.            |
| 2017/18 | 4543,3   | 3.       | 3408,3                | 2.                    | 1135           | 5.             |
| 2018/19 | 2790     | 12.      | 2350                  | 5.                    | 440            | 27.            |
| 2019/20 | 3380     | 8.       | 2700                  | 6.                    | 680            | 12.            |
| 2020/21 | 291      | 7.       | 178                   | 6.                    | 113            | 10.            |
| 2021/22 | 408      | 3.       | 208                   | 6.                    | 200            | 4.             |
| 2022/23 | 342      | 8.       | 125                   | 16.                   | 217            | 5.             |
| 2023/24 | 468      | 6.       | 257                   | 5.                    | 211            | 6.             |
| 2024/25 | 448      | 11.      | 416                   | 4.                    | 32             | 27.            |